# Longplayer

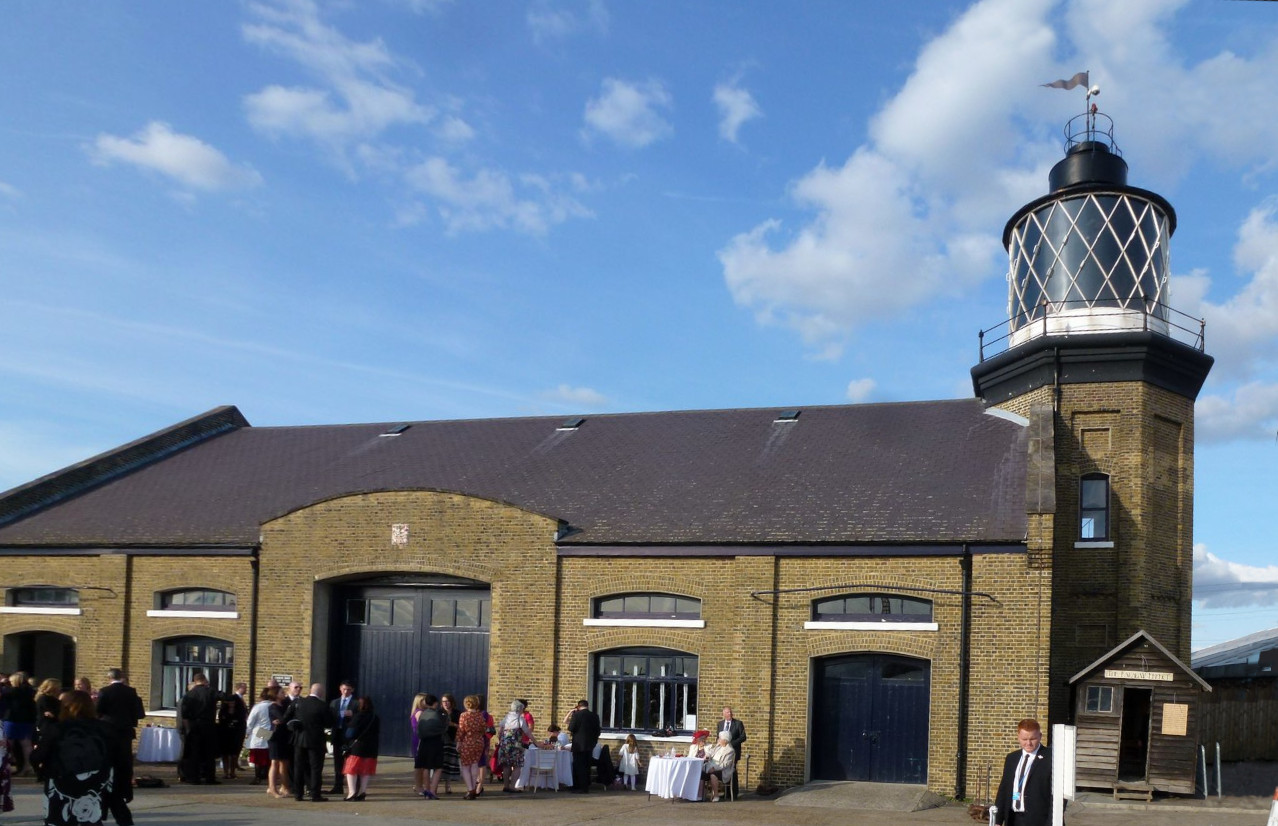
Uno dei posti d'ascolto, Bow Creek Lighthouse at Trinity Buoy Wharf, Londra.

Longplayer è un brano musicale della durata di mille anni. L'esecuzione del brano è iniziata il 1º gennaio 2000 e continuerà senza ripetizioni fino al 31 dicembre 2999, quando ricomincerà da capo.
Longplayer è stato scritto ispirandosi a un brano esistente di 20 minuti e 20 secondi, elaborato da un computer usando un semplice algoritmo. Ciò offre un gran numero di variazioni che, eseguite senza interruzioni, raggiungono una durata totale di 1000 anni.
Il brano originale è stato composto da Jem Finer, che fu anche uno dei membri fondatori del gruppo The Pogues. Il brano è eseguito su gong e campane tibetane, che permettono di creare una gamma di suoni sia percuotendo che strofinando un pezzo di legno lungo i bordi.
Questo brano originale è stato registrato nel mese di dicembre del 1999.
Longplayer è stato riprodotto nella zona relax del Millennium Dome a Londra durante il suo anno di apertura nel 2000. Il brano è stato anche eseguito nel faro del XIX secolo al Trinity Buoy Wharf e in altri luoghi pubblici d'ascolto nel Regno Unito, negli Stati Uniti, in Australia e in Egitto, dove può essere anche oggi ascoltato. Il brano è inoltre disponibile su Internet.